# Zambra
A zambra, também conhecida como zambra mora (zambra moura) é uma dança de flamenco dos ciganos de Granada, Espanha. Supõe-se que resulta da evolução de antigas danças dos mouriscos, ou seja os espanhóis muçulmanos forçados a converterem-se ao cristianismo em 1502.
A zambra é a dança típica das cerimónias nupciais ciganas e nas últimas décadas foi transformada em atração turística. Os espetáculos para turistas decorrem nas cuevas (grutas, ou seja, casas escavadas nas encostas) do Sacromonte, o bairro cigano de Granada. Durante algum tempo a zambra esteve proibida em Espanha por se considerar uma dança pecadora, devido à sensualidade que envolve. Em tempos mais recentes foi adotada por dançarinas como Carmen Amaya (1917–1963), La Chunga (n. 1938) e Pilar López Júlvez (1912–2008),[carece de fontes?] e foi popularizada pela dançarina Lola Flores e pelo cantor e compositor Manolo Caracol nos anos 1940 e 1950.
O termo zambra é também usado para designar um estilo teatral desenvolvido por Manolo Caracol no princípio dos anos 1960 e que recriava em palco o ambiente mourisco e cigano das grutas do Sacromonte.
Em árabe marroquino, zambra significa "festa".[carece de fontes?] O termo zambra deriva das palavras árabes zamra (flauta) ou zamara (músicos). Há menções a ela em escritos dos séculos XVII e XVIII, juntamente com outros géneros como o sapateado, sarabanda e fandango e como uma dança típica dos mouriscos de Granada. Muitos destes ter-se-ão juntado às bandas de ciganos, que assim herdaram a tradição da zambra e a assimilaram como um espetáculo cigano. A zambra foi muito popular nas décadas de 1950 e 1960. O canto é acompanhado geralmente pelo modo harmónico andaluz e o compasso binário dos tangos lentos, onde as pandeiretas e as sonajas[a] têm uma forte presença sonora. Não há estudos sobre a sua influência noutros géneros, mas provavelmente não é pequeno, a julgar pelos estilos que adotaram a exótica cadência rítmica da zambra.
A zambra é composta por três subgéneros, correspondentes às partes em que se divide o ritual nupcial originalmente associado à dança: a alboreá, a cachucha, a mosca e a zambra propriamente dita. A dança tem algumas semelhanças com a dança do ventre do Médio Oriente. A mulher dança com pés descalços, castanholas nos dedos, blusa amarrada sob o peito e a saia presa à altura dos quadris, com pregas amplas para fazê-la flutuar no ar.[carece de fontes?]